# Радужница водная
Радужница водная (лат. Donacia aquatica) — вид жуков-листоедов из подсемейства радужниц. Распространён в Европе, Сибири, на Дальнем Востоке России и в Японии.

## Описание
Имаго длиной 6—10 мм. Тело золотисто-зелёного цвета. Каждое из надкрылий с широкой пурпурно-красной или медно-красной продольной полосой на втором и третьем промежутках. Нижняя сторона тела в золотисто-жёлтых волосках. Вид характеризуется следующими признаками;
- задние бёдра (с одним крупным зубцом) достигают вершина надкрылий;
- надкрылья к вершине сильно сужена, вершина каждого из надкрылий сильно срезана.

Личинки кремового цвета. Внешне похожи на опарышей, но отличаются от них присутствием трёх пар ног.

## Размножение
Взрослые насекомые впадают в анабиоз часто в волосяных куколочных коконах. В мае имаго появляются из куколок, в июле отмирают. Самки откладывают яйца у основания кормовых растений ранним летом. Появившиеся личинки развиваются на вершинах корней кормовых растений под водой. Куколка прикреплена к корням на воздушном пространстве над водой.

## Экология
Жуки питаются на верхней стороне плавающих листьев различных растений, в том числе осоки и ежеголовника всплывающего, а также манника, лютика длиннолистного, болотницы, рогоза, рдеста, ситника и частухи. Жуки прогрызают в листе мелкую ямку, которую постепенно расширяют.